# Latresne
Latresne [latʁɛn] est une commune du Sud-Ouest de la France, située dans le département de la Gironde en région Nouvelle-Aquitaine.

## Géographie

### Localisation
1. Carte dynamique
2. Carte Openstreetmap
3. Carte topographique
4. Carte avec les communes environnantes

Commune de l'aire d'attraction de Bordeaux et de son unité urbaine, Latresne est située dans la région naturelle de l'Entre Deux Mers.

### Communes limitrophes
Les communes limitrophes sont Bouliac, Camblanes-et-Meynac, Bègles, Carignan-de-Bordeaux, Cénac et Villenave-d'Ornon.
| Bègles            | Bouliac             | Carignan-de-Bordeaux |
|                   | Latresne            |                      |
| Villenave-d'Ornon | Camblanes-et-Meynac | Cénac                |

### Climat
Pour des articles plus généraux, voir Climat de la Nouvelle-Aquitaine et Climat de la Gironde.
Historiquement, la commune est exposée à un climat océanique aquitain.  
En 2020, Météo-France publie une typologie des climats de la France métropolitaine dans laquelle la commune est exposée à un climat océanique et est dans la région climatique  Aquitaine, Gascogne, caractérisée par une pluviométrie abondante au printemps, modérée en automne, un faible ensoleillement au printemps, un été chaud (19,5 °C), des vents faibles, des brouillards fréquents en automne et en hiver et des orages fréquents en été (15 à 20 jours).
Pour la période 1971-2000, la température annuelle moyenne est de 12,8 °C, avec une amplitude thermique annuelle de 15 °C. Le cumul annuel moyen de précipitations est de 903 mm, avec 12 jours de précipitations en janvier et 5,7 jours en juillet. Pour la période 1991-2020, la température moyenne annuelle observée sur la station météorologique la plus proche, située sur la commune de Cadaujac à 4 km à vol d'oiseau, est de 13,8 °C et le cumul annuel moyen de précipitations est de 918,3 mm,. Pour l'avenir, les paramètres climatiques de la commune estimés pour 2050 selon différents scénarios d’émission de gaz à effet de serre sont consultables sur un site dédié publié par Météo-France en novembre 2022.

## Urbanisme

### Typologie
Au 1er janvier 2024, Latresne est catégorisée ceinture urbaine, selon la nouvelle grille communale de densité à sept niveaux définie par l'Insee en 2022.
Elle appartient à l'unité urbaine de Bordeaux, une agglomération intra-départementale regroupant 73  communes, dont elle est une commune de la banlieue,,. Par ailleurs la commune fait partie de l'aire d'attraction de Bordeaux, dont elle est une commune de la couronne,. Cette aire, qui regroupe 275 communes, est catégorisée dans les aires de 700 000 habitants ou plus (hors Paris),.

### Occupation des sols

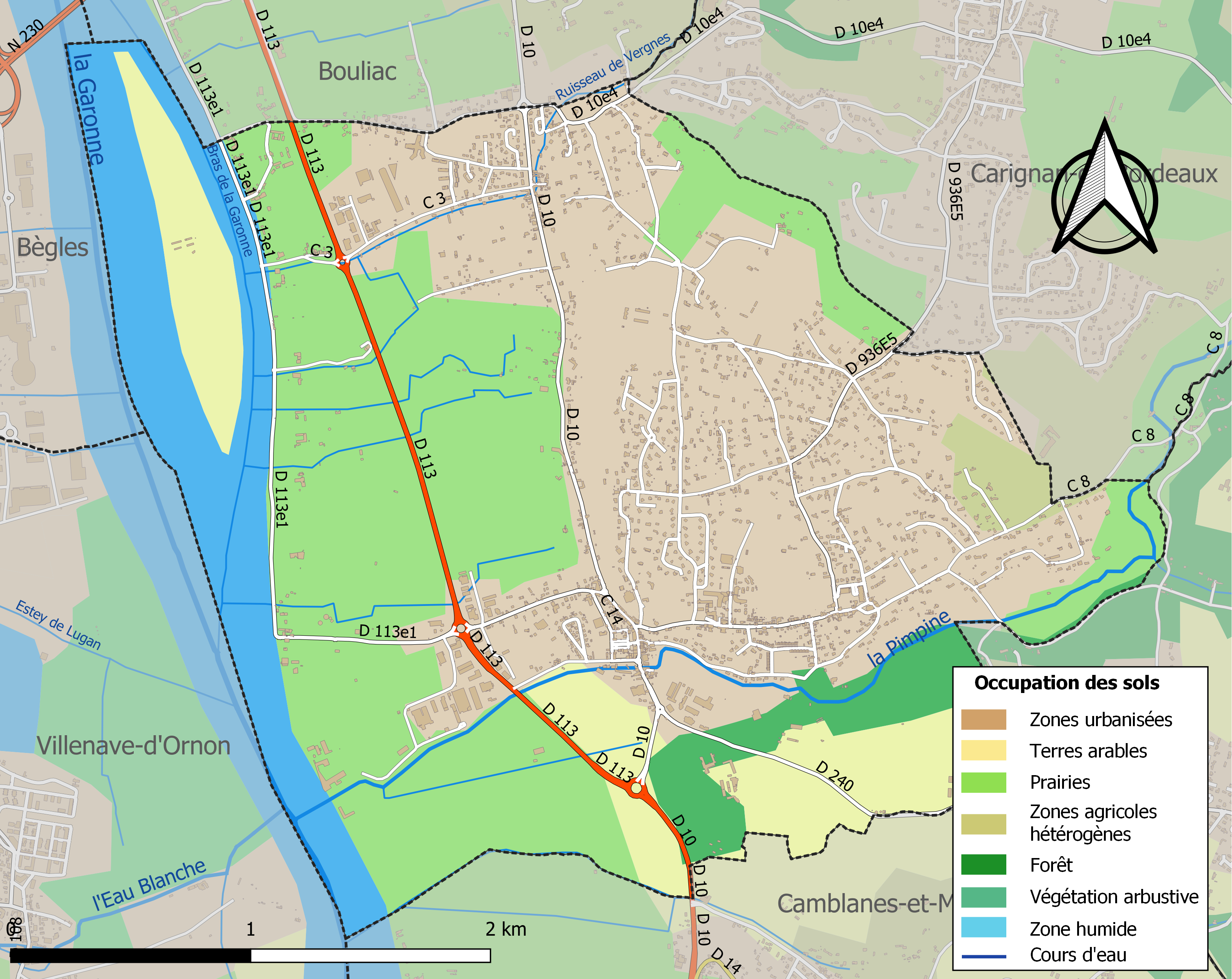
Carte des infrastructures et de l'occupation des sols de la commune en 2018 (CLC).

L'occupation des sols de la commune, telle qu'elle ressort de la base de données européenne d’occupation biophysique des sols Corine Land Cover (CLC), est marquée par l'importance des territoires agricoles (43,5 % en 2018), en diminution par rapport à 1990 (61,2 %). La répartition détaillée en 2018 est la suivante : 
zones urbanisées (39,1 %), prairies (32 %), eaux continentales (10,8 %), cultures permanentes (7,6 %), forêts (4 %), zones industrielles ou commerciales et réseaux de communication (2,6 %), terres arables (2,4 %), zones agricoles hétérogènes (1,5 %). L'évolution de l’occupation des sols de la commune et de ses infrastructures peut être observée sur les différentes représentations cartographiques du territoire : la carte de Cassini (XVIIIe siècle), la carte d'état-major (1820-1866) et les cartes ou photos aériennes de l'IGN pour la période actuelle (1950 à aujourd'hui).

### Voies de communication et transports
Elle est accessible par la sortie 22a de l'autoroute A630.

### Risques majeurs
Le territoire de la commune de Latresne est vulnérable à différents aléas naturels : météorologiques (tempête, orage, neige, grand froid, canicule ou sécheresse), inondations, mouvements de terrains et séisme (sismicité faible). Un site publié par le BRGM permet d'évaluer simplement et rapidement les risques d'un bien localisé soit par son adresse soit par le numéro de sa parcelle.
La commune fait partie du territoire à risques importants d'inondation (TRI) de Bordeaux, regroupant les 28 communes concernées par un risque de submersion marine ou de débordement de la Garonne, un des 18 TRI qui ont été arrêtés fin 2012 sur le bassin Adour-Garonne. Les crues significatives qui se sont produites au XXe siècle, avec plus de 6,70 m mesurés au marégraphe de Bordeaux sont celles du 27 décembre 1999 (7,05 m, débit de la Garonne de 700 m3/s), du 13 décembre 1981 (6,85 m, 1500 à 2 000 m3/s), du 19 mars 1988 (6,84 m, 4 000 m3/s), du 7 février 1996 (6,77 m, 1 000 m3/s) et du 28 avril 1998 (6,73 m, 2 700 m3/s). Au XXIe siècle, ce sont celles liées à la tempête Xynthia du 28 février 2010 (6,92 m, 816 m3/s) et du 31 janvier 2014 (6,9 m, 2500 à 3 000 m3/s). Des cartes des surfaces inondables ont été établies pour trois scénarios : fréquent (crue de temps de retour de 10 ans à 30 ans), moyen (temps de retour de 100 ans à 300 ans) et extrême (temps de retour de l'ordre de 1 000 ans, qui met en défaut tout système de protection). La commune a été reconnue en état de catastrophe naturelle au titre des dommages causés par les inondations et coulées de boue survenues en 1983, 1986, 1988, 1998, 1999, 2009, 2010, 2016, 2020 et 2021,.
Les mouvements de terrains susceptibles de se produire sur la commune sont des affaissements et effondrements liés aux cavités souterraines (hors mines), des éboulements, chutes de pierres et de blocs et des tassements différentiels. Par ailleurs, afin de mieux appréhender le risque d’affaissement de terrain, l'inventaire national des cavités souterraines permet de localiser celles situées sur la commune.

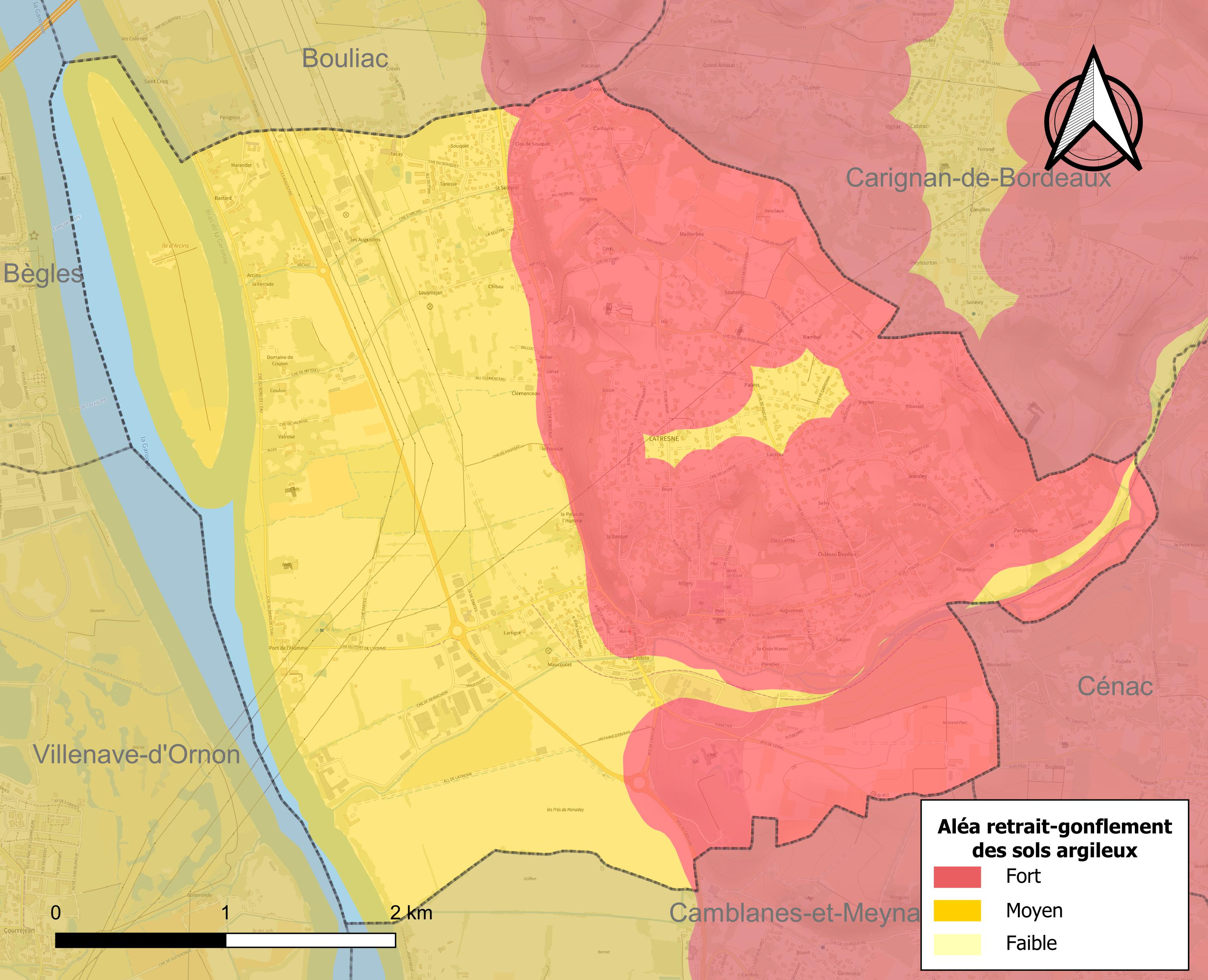
Carte des zones d'aléa retrait-gonflement des sols argileux de Latresne.

Le retrait-gonflement des sols argileux est susceptible d'engendrer des dommages importants aux bâtiments en cas d’alternance de périodes de sécheresse et de pluie. 96,9 % de la superficie communale est en aléa moyen ou fort (67,4 % au niveau départemental et 48,5 % au niveau national). Sur les 1 360 bâtiments dénombrés sur la commune en 2019,  1 360 sont en aléa moyen ou fort, soit 100 %, à comparer aux 84 % au niveau départemental et 54 % au niveau national. Une cartographie de l'exposition du territoire national au retrait gonflement des sols argileux est disponible sur le site du BRGM,.
Par ailleurs, afin de mieux appréhender le risque d’affaissement de terrain, l'inventaire national des cavités souterraines permet de localiser celles situées sur la commune.
Concernant les mouvements de terrains, la commune a été reconnue en état de catastrophe naturelle au titre des dommages causés par la sécheresse en 1989, 2003, 2010 et 2017 et par des mouvements de terrain en 1999.

## Politique et administration
La commune de Latresne fait partie de l'arrondissement de Bordeaux. À la suite du découpage territorial de 2014 entré en vigueur à l'occasion des élections départementales de 2015, la commune demeure dans le canton de Créon remodelé,. Latresne fait également partie de la communauté de communes des Portes de l'Entre-Deux-Mers, membre du Pays du Cœur de l'Entre-deux-Mers.

### Liste des maires
| Période                                  | Période  | Identité                 | Étiquette | Qualité                               |
| ---------------------------------------- | -------- | ------------------------ | --------- | ------------------------------------- |
| Les données manquantes sont à compléter. |          |                          |           |                                       |
|                                          |          | Jean Rodrigues           |           | Commandant                            |
| 1977                                     | 1995     | Alban Bordes             | Droite    |                                       |
| juin 1995                                | 2005     | François-Xavier Michelet | Droite    |                                       |
| juin 2005                                | 2008     | Christian Gilleron       | Droite    |                                       |
| mars 2008                                | 2020     | Francis Delcros          | UMP-LR    | Retraité                              |
| mai 2020                                 | En cours | Ronan Flého              | SE        | Directeur développement-collectivités |

### Politique de développement durable
La commune a engagé une politique de développement durable en lançant une démarche d'Agenda 21 en 2014.

## Démographie
L'évolution du nombre d'habitants est connue à travers les recensements de la population effectués dans la commune depuis 1793. Pour les communes de moins de 10 000 habitants, une enquête de recensement portant sur toute la population est réalisée tous les cinq ans, les populations de référence des années intermédiaires étant quant à elles estimées par interpolation ou extrapolation. Pour la commune, le premier recensement exhaustif entrant dans le cadre du nouveau dispositif a été réalisé en 2006.

En 2022, la commune comptait 3 699 habitants, en évolution de +8 % par rapport à 2016 (Gironde : +6,91 %, France hors Mayotte : +2,11 %).
| 1793  | 1800 | 1806 | 1821 | 1831 | 1836  | 1841 | 1846  | 1851  |
| ----- | ---- | ---- | ---- | ---- | ----- | ---- | ----- | ----- |
| 1 077 | 720  | 801  | 866  | 974  | 1 007 | 988  | 1 050 | 1 260 |

| 1856  | 1861  | 1866  | 1872  | 1876  | 1881  | 1886  | 1891  | 1896  |
| ----- | ----- | ----- | ----- | ----- | ----- | ----- | ----- | ----- |
| 1 269 | 1 526 | 1 680 | 1 664 | 1 669 | 1 813 | 1 935 | 1 778 | 1 803 |

| 1901  | 1906  | 1911  | 1921  | 1926  | 1931  | 1936  | 1946  | 1954  |
| ----- | ----- | ----- | ----- | ----- | ----- | ----- | ----- | ----- |
| 1 763 | 1 725 | 1 650 | 1 658 | 1 626 | 1 765 | 1 571 | 1 533 | 1 940 |

| 1962  | 1968  | 1975  | 1982  | 1990  | 1999  | 2006  | 2011  | 2016  |
| ----- | ----- | ----- | ----- | ----- | ----- | ----- | ----- | ----- |
| 1 969 | 2 175 | 3 025 | 3 266 | 3 142 | 3 195 | 3 265 | 3 278 | 3 425 |

| 2021  | 2022  | - | - | - | - | - | - | - |
| ----- | ----- | - | - | - | - | - | - | - |
| 3 639 | 3 699 | - | - | - | - | - | - | - |

## Économie
Depuis septembre 2012, l'École nationale de l'aviation civile dispense sur l' Aérocampus de Latresne une formation en alternance de technicien aéronautique d'exploitation. Ce même site accueille depuis le 5 décembre 2019 un cluster régional d’innovation technique de défense dédié au domaine aérospatial baptisé ALIENOR. Il associe à la DGA et plusieurs autres acteurs institutionnels le cluster Aerospace Valley.
- La commune est située dans l'aire d'appellation premières-côtes-de-bordeaux (AOC) du vignoble de l'Entre-deux-Mers.
- Le château de Malherbes est l'une des propriétés viticoles des premières-côtes-de-bordeaux.

## Culture locale et patrimoine

### Lieux et monuments
- Église Saint-Aubin. Le clocher a été inscrit au titre des monuments historiques en 1925[30].
- Demeure de Valrose
- Château Coulon-Laurensac
- Chapelle Saint-Joseph du Rocher
- Bords de la Garonne à Latresne
- Île d'Arcins
- Monument dédié à Jean Balbe
- Maison de Latresne
- La maison Jacques Salier conçue en 1966 par l'atelier d'architecture Salier Lajus Courtois Sadirac, au milieu des vignes de l'entre-deux-mers[31].

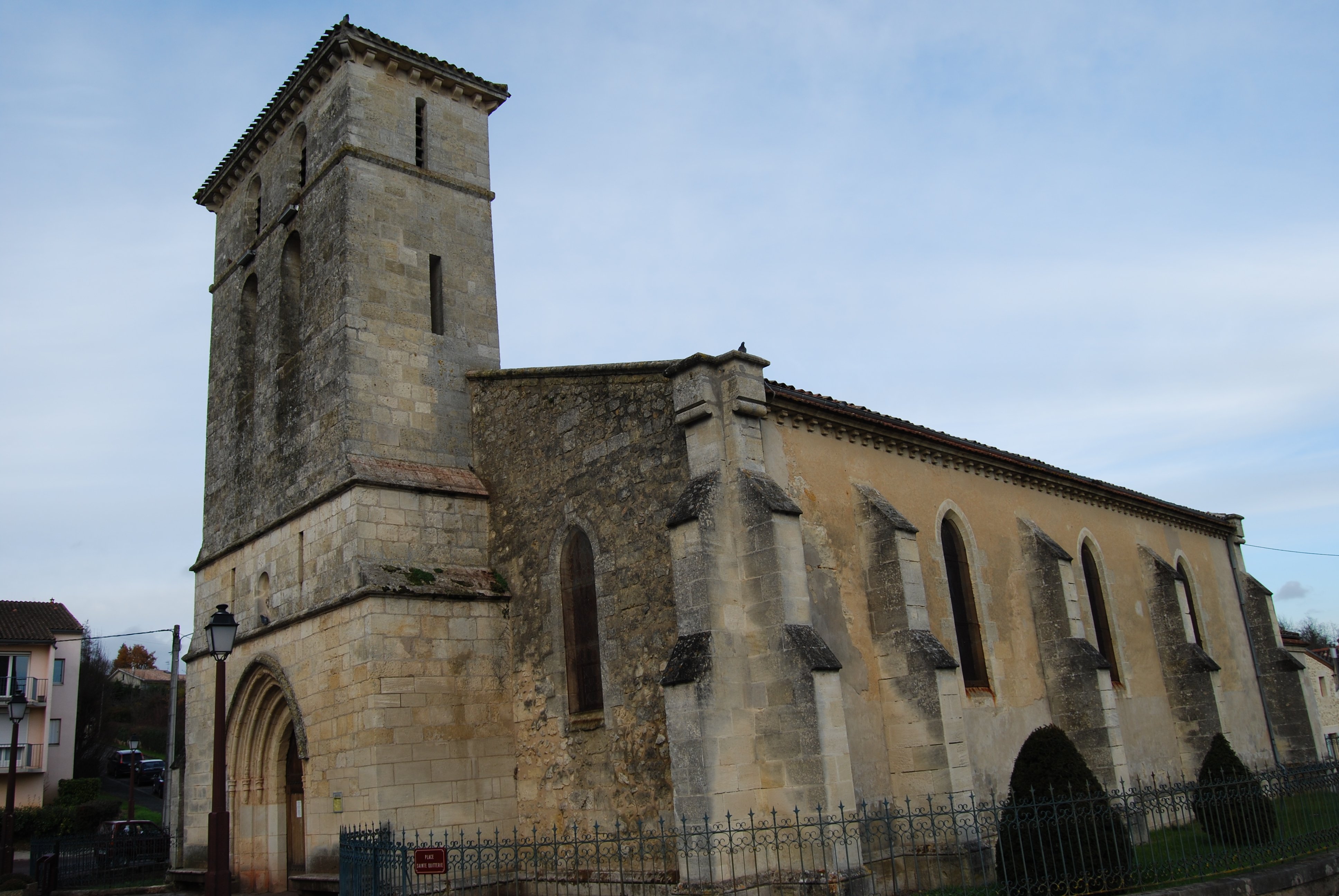
Église Saint-Aubin de Latresne[32].
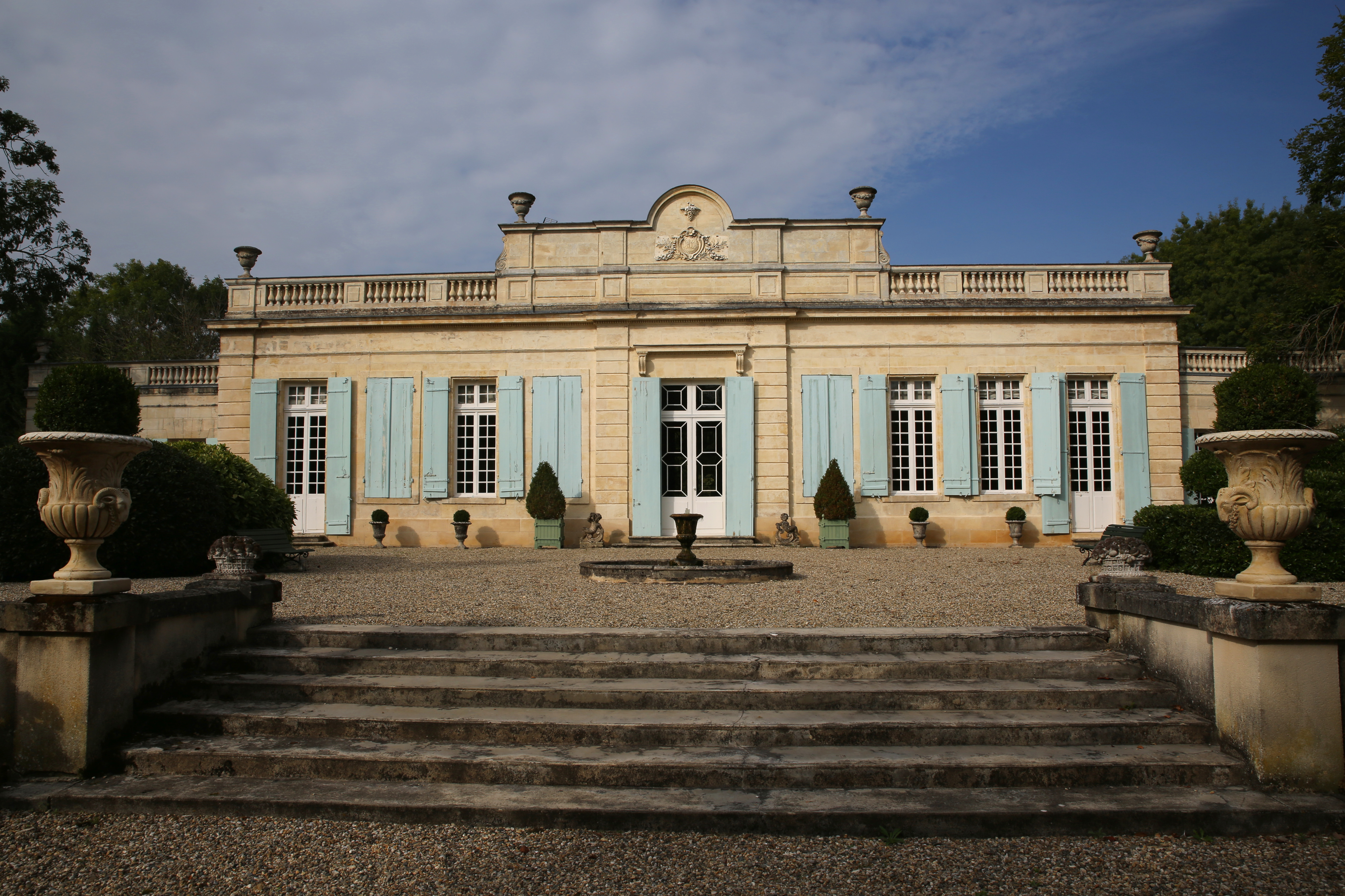
Demeure de Valrose[33].
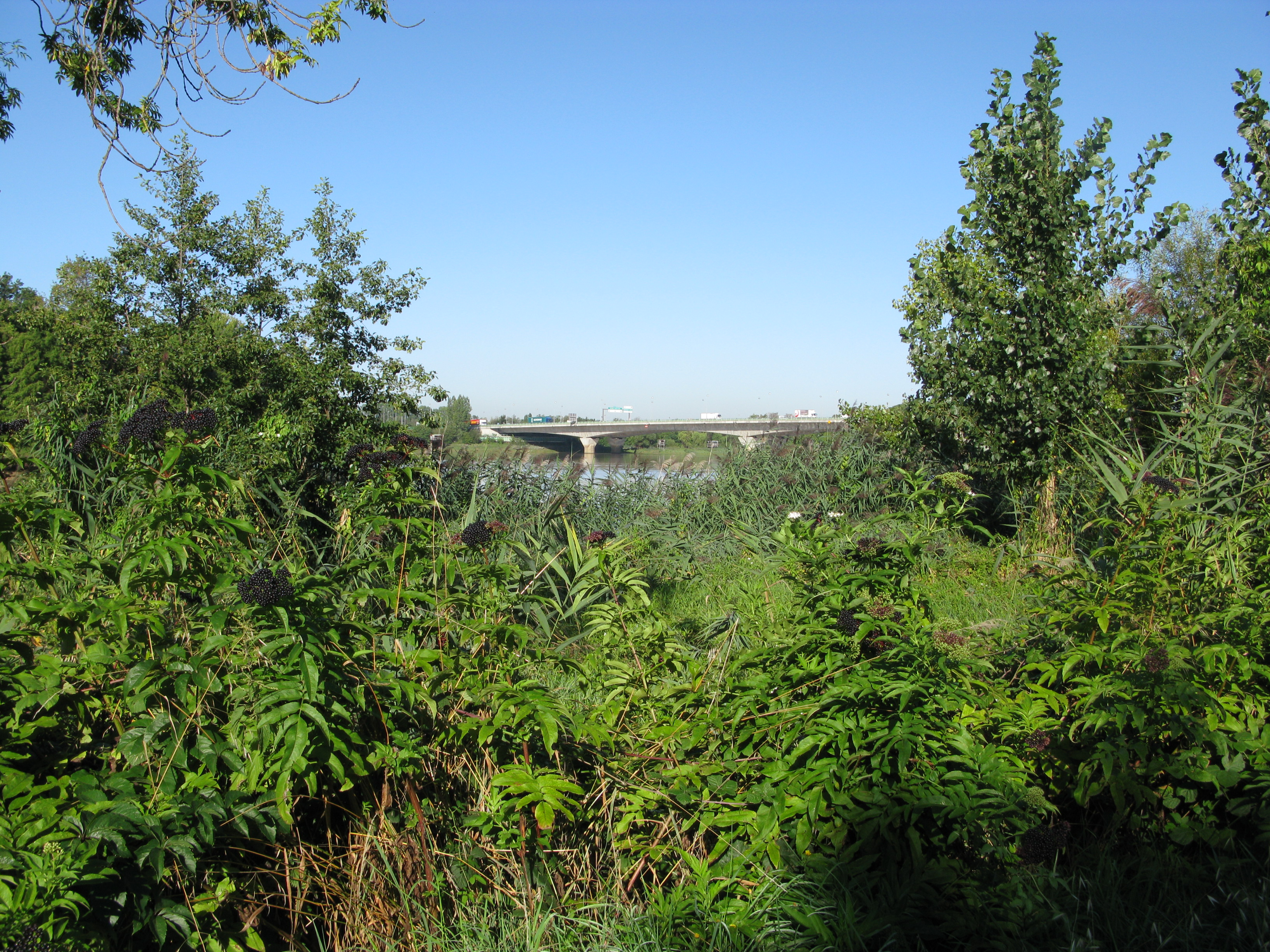
Bords de la Garonne à Latresne.
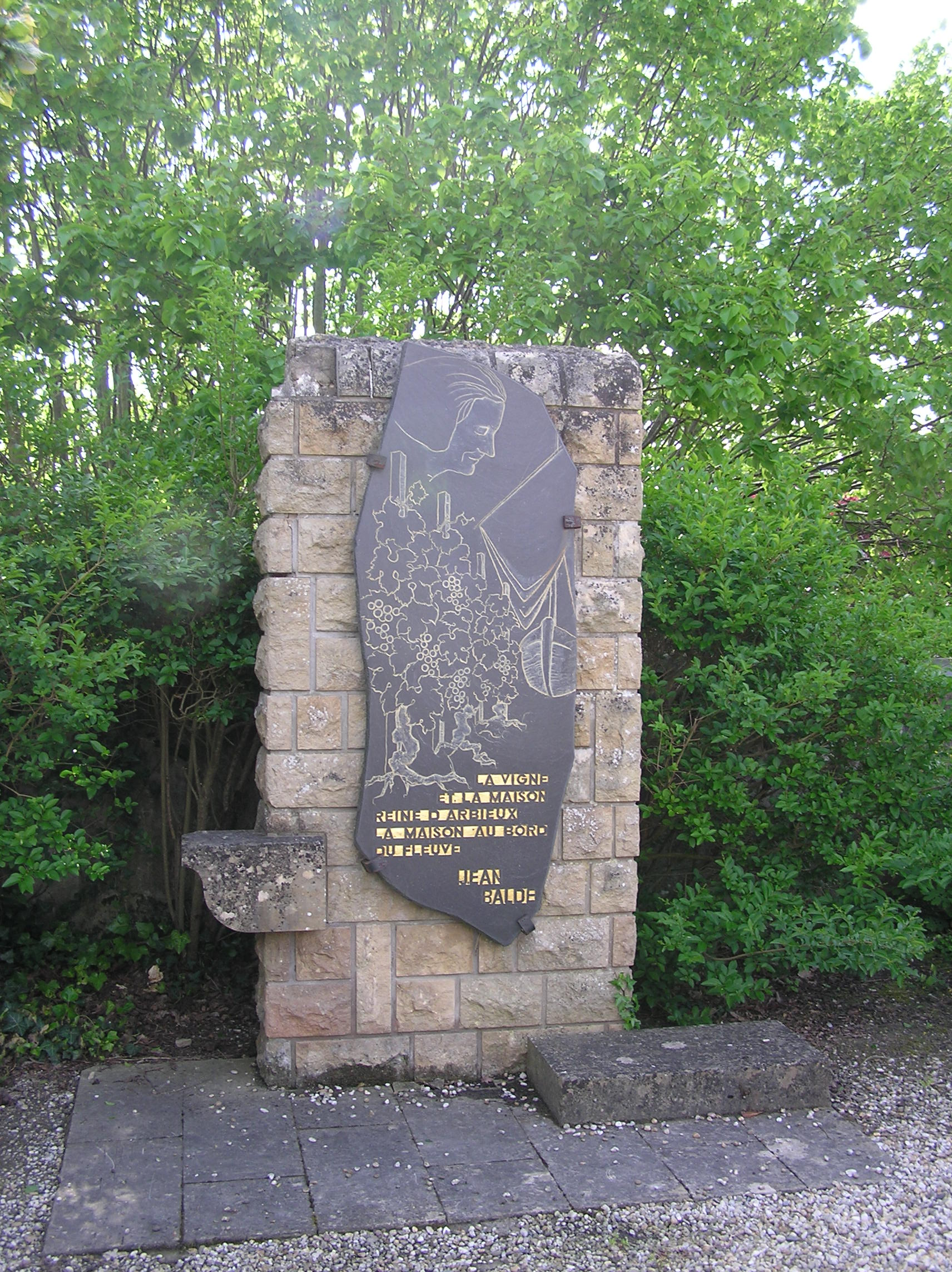
Monument à Jean Balde (1885-1938).
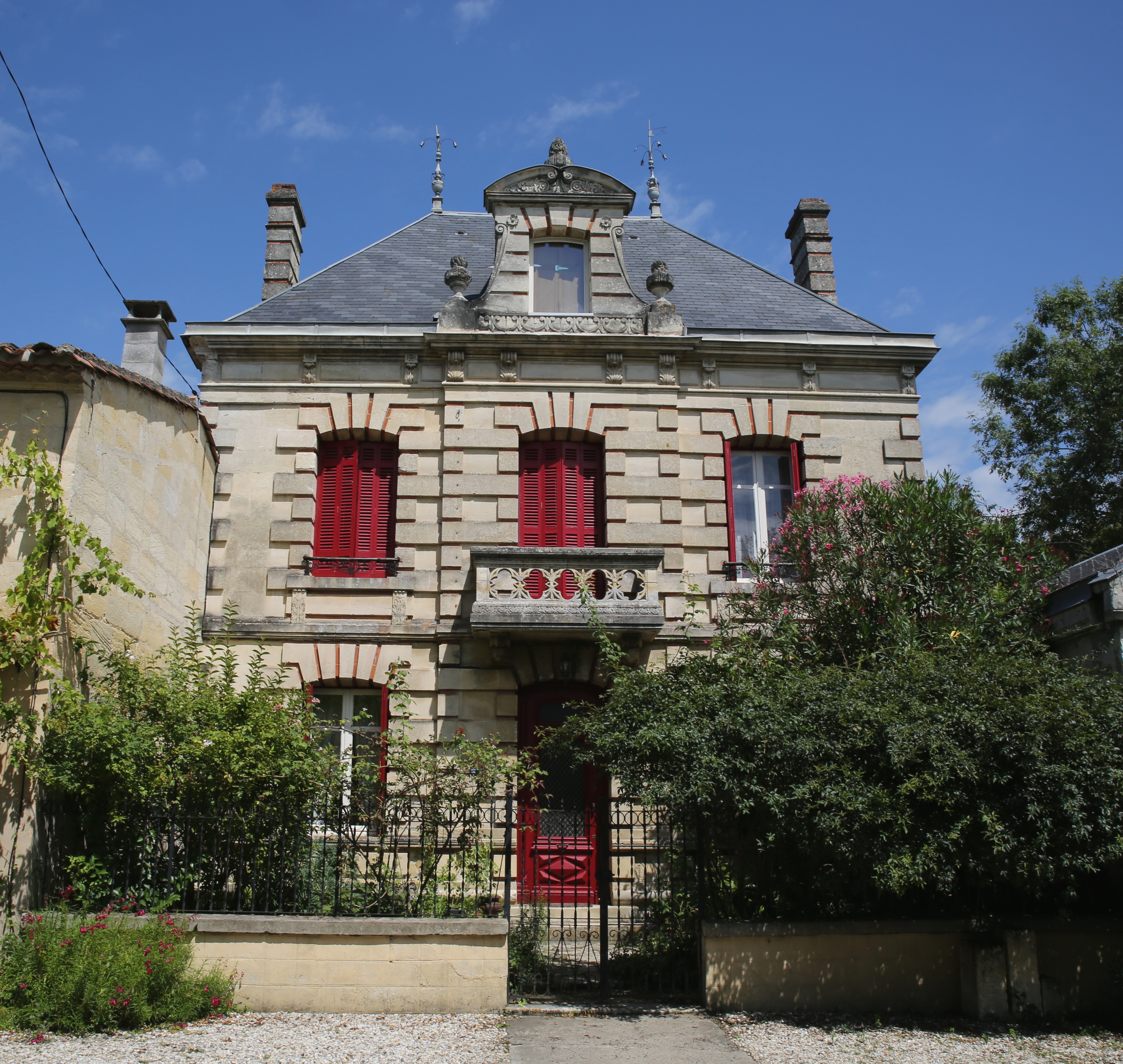
Maison de Latresne.

### Toponymie
Latresne étant dans le domaine nord-gascon, la plupart des lieux-dits anciens y sont explicables par le gascon, par exemple His, Hourney, Chibaou blanc, La Seleyre, Cardayre, Le Castéra...

### Personnalités liées à la commune
- Jean Balde (Jeanne Marie Bernarde Alleman), née le 14 mars 1885 à Bordeaux, femme-écrivain française, possédait une maison de famille à Latresne où elle est morte le 8 mai 1938. Un monument lui a été élevé en juillet 1957.
- René Brunet, né le 13 novembre 1882 à Latresne et mort le 10 mars 1951 à Alexandrie (Égypte), juriste, député et ministre sous la Troisième République.
- Christian Ragot, designer né en 1933 à Latresne et mort le 20 septembre 2022 à  Jossigny.
- Franz Servais (1846-1901), compositeur et chef d’orchestre belge, a vécu au couvent de Latresne.
- Pascal Brun, connu comme étant le Boucher de Bègles, grand gagnant du Loto en 2004, est né à Latresne.

### Héraldique
| Blason de Latresne | Blason  | Écartelé au 1) de gueules au lion d’argent ; au 2) d’azur au château couvert de deux tours couvertes aussi, la tour dextre girouettée, le tout d’argent maçonnée de sable, accompagné de trois grappes de raisin d’or mal ordonnées ; au 3) d’azur au voilier d’argent sur une mer du même accompagné en chef à dextre d’un croissant d’or ; au 4) d’azur au chevron d’or accompagné de trois étoiles du même, au chef de gueules chargé d’une salamandre aussi d’or soutenu d'une divise du même. |
| Blason de Latresne | Détails | Le statut officiel du blason reste à déterminer. |